# Callidrepana
Callidrepana là một chi bướm đêm thuộc phân họ Drepaninae.